# La bella burlada
La Bella Burlada es una zarzuela en tres actos, con música de José Padilla y libreto de José Andrés de Prada. Se estrenó con gran éxito en el Teatro Calderon de Madrid, el 11 de octubre de 1935 por los célebres cantantes Marcos Redondo, Cecilia Gubert y Antonio Palacios.
La prensa dice:
El Liberal:
"Padilla, el popularísimo compositor, ha sabido componer una inspiradísima partitura de gran riqueza melódica y soberbia técnica orquestal. En la "Bella Burlada" se muestra como uno de los contados músicos españoles cuyas posibilidades en el género lírico son realmente magníficas."
La Noche: 
"La partitura de Padilla. Desde el primer número, marca Padilla, que es inconfundible, al gran dúo, número cumbre de su autor, pasando por toda la gama de romanzas, arietas, tercetinos, duettos y bailables, es una obra lograda. ¡Vaya partitura, maestro! ¡Con entusiasmo la aplaudimos y con profunda admiración te veíamos triunfar!
El Heraldo de Madrid:
"La compañía Redondo-Palacios estrena con grandioso éxito “La Bella Burlada” de José Padilla
El anuncio del estreno de esta nueva zarzuela de José Padilla había despertado gran expectación en los medios teatrales. Se recordaba el éxito logrado por dicho maestro en su producción Sol de Sevilla, estrenada hace quince años en el Tívoli. La expectación no se ha visto defraudada, pues el estreno de “La Bella Burlada” ha constituido un gran éxito. Los elogios son unánimes en el público y en la crítica.
Una partitura inspiradísima perfectamente lograda. De ella destacan notablemente el dúo del segundo acto, de gran riqueza melódica; el preludio del tercero, la romanza de la tiple, y un cuarteto del segundo acto."
- Datos: Q5962195